# Нова Одеса
Нова́ Оде́са (МФА: [nɔˈʋa ɔˈdɛsɐ] ( прослухати)) — місто в Україні, у Миколаївському районі Миколаївської області. Адміністративний центр Новоодеської міської громади.
Нова Одеса розташована над річками Південним Бугом та його притоках Гнилим Єланцем і Ніршею. Відстань до обласного центру автошляхом Н24 становить 33 км.

## Історія

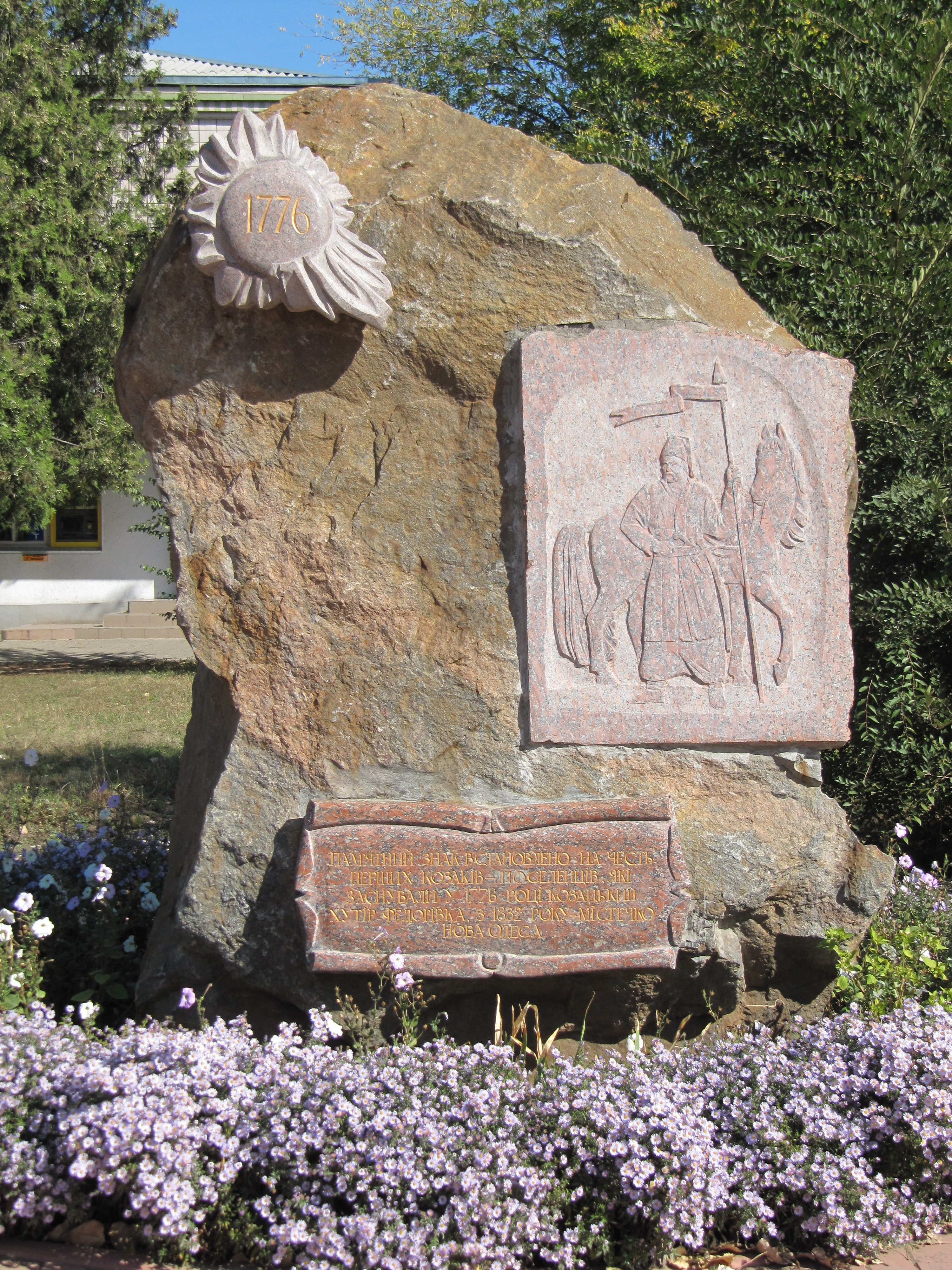
Пам'ятний знак на честь заснування міста Нова Одеса

### До 1776 року
Згідно з дослідженнями історика Заковоротного Дмитра Івановича, [Заковоротний Д.И. Дума о камне и людях; Заковоротний Д.И. Храмы Николаева], який посилається на матеріали Інгульської експедиції під керівництвом Олімпіади Шапошнікової, поблизу Нової Одеси знайдено найстарішу релігійну споруду в Миколаївській області - Новоодеське святилище, яке відноситься до епохи міді - IV - III тисячоліття до нашої ери. Алтар саятилища - неправильний прямокутник, зрізаний із західної сторони, де швидше всього був вхід. Споруду обрамляють сім оброблених кам'яних плит, одна з них - у вигляді стріли, що примітивно нагадує силует людини. Довжина споруди - сім метрів. Дане святилище одночасно є свідченням видобутку, обробки та використання в будівництві каменю на території Нової Одеси та Миколаївщини продовж шести тисяч років. Над святилищем, що було засипане пізніше курганом, знаходяться захоронення людських останків усіх пізніших культур, що існували тут продовж усіх шести тисяч років. Отже з давніх часів на території Нової Одеси існував релігійний та культурний центр, який не втрачав свого значення навіть зі зміною самих культур.
Поблизу Нової Одеси і Криворіжжя виявлено залишки мезолітичної стоянки і поселень доби бронзи та перших століть нашої ери. Біля селища розкопано також кургани скіфських часів, на одному з яких знайдено кам'яну бабу кочівників XI—XIII століть .
За однією з версій, ще до 1739 року тут вже існувало село, яке називалося Олексіївське. Тут селилися старовіри, які втікали від утисків в Російській імперії. Фельдмаршал Мініх залишив опис села, під час свого походу на Османську імперію у 1737 році. Російські війська зупинилися табором на місці сучасного села Троїцьке (навпроти села Андріївка, позначеного на мапах і планах Мініха), а на місці сучасної Нової Одеси на мапі Мініха було позначено досить велике село старовірів, у якому вже існувало дві церкви. Тоді основним заняттям жителів цього краю було землеробство, розведення коней, великої рогатої худоби та овець, рибалка у річках, полювання на бобрів й степових тварин.[джерело?] Дана інформація є в книзі «Бугогардівська паланка» О. Ф. Корольової, як і згадка про заснування козацького зимівника Олексіївське ще у XVII столітті, одразу після Національно-визвольної війни під проводом Богдана Хмельницького, коли землі, де зараз існує й Нова Одеса, відійшли до складу Гетьманщини. Також ця інформація є у книзі «Матеріали для географії і статистики Росії, під редакцією А. Шмідта. Херсонська губернія. Ч.1 С-Пб, 1863 р.», стор. 22.
На мапі Річчі Заноні 1767 року на місці впадіння Гнилого Єланця в Південний Буг позначено житлові квартали поселення з підписом італійською «Jelan-Our.», та турецькою мовою, цебто в той час, ще до офіційної дати заснування, поселення на цьому місці вже існувало.
Вважається, що в середині XVIII ст. на місці сучасної Нової Одеси були зимівники запорізьких козаків, які входили до Бугогардівської паланки.

### 1776—1914
Після Російсько-турецької війни 1768—1774 роки царський уряд подарував козацькій старшині ці Землі. Для захисту від нападу кримських татар і турків 1776 року понад Південним Бугом був розміщений Вербований козацький полк, сформований із запорізьких козаків, які того ж року з дозволу цариці заснували ряд слобід, часто на місці існуючих зимівників та поселень, у тому числі і Федорівку. Назва слободи пішла від імені осавула Вербованого козацького полку Федора Семеновича Тарана. В літературі часто помилково його називають Федір Осадчий. Ім'я Федора Тарана згадується в реєстрі Війська запорозького Низового Війська запорозького Низового близько 20 разів, тож з'ясувати його приналежність до якогось із куренів неможливо. Осадчими на той час називали представників козацької старшини, які бралися власним коштом навербувати селян для поселення в слободах та футорах (хуторах) над Бугом. До таких людей і належав осавул Вербованого (згодом — 1-го Бузького) козацького полку Федір Семенович Таран, який розбудував козацький зимівник до рівня слободи Федорівки. Нащадки, які досі живуть в Новій Одесі: Любов Михайлівна Любар, Валерій Валерійович Любар, Михайло Михайлович Осадченко.[джерело?]
Адміністративним центром Вербованого козацького полку стало містечко Новопетровське (нині — однойменне село поблизу міста Нова Одеса). Населення слобід та хуторів, у тому числі й Федорівки, поділялося на військових, державних та власницьких жителів. Перша верства звільнялася від будь-яких податків, а обидві останні сплачували не подушний, а поземельний податок.
Основу господарської діяльності вербованих козаків становило орне землеробство із волами та плугом, велику роль відігравали риболовля й мисливство, а також суміжні із ними ремесла, такі як плетіння із рогози кошиків чи рибальських сапетів, виготовлення із ракушняка жорен для обробки зерна, катків-гарманів, надгробних хрестів. Останні часом являють собою справжні витвори народного монументального мистецтва (в межах нинішньої Нової Одеси такі хрести збереглися в некрополях Федорівки та Кашперівки). Спершу козаки та їхні сусіди — арнаути жили в землянках, але згодом почали будувати хати-мазанки.[перевірити]
У 1785 році організувався Бузький єгерський корпус, командувачем якого було призначено Михайла Кутузова, у складі якого був і козацький Бузький полк.
Близько 1786 року в Федорівці з'являється каплиця. На землях, виділених Вербованому козацькому полку, залишалося багато зимівників. Російська адміністрація всіляко намагалася заохочувати запорожців переселятися до державних слобід, що мало б полегшити контроль над ними, а також вступати до новостворених військових формувань. Головним аргументом тут виступала наявність в слободах церков. При храмах вели сповідальні розписи, копії яких необхідно було надсилати до єпархіальних канцелярій. Зокрема зберігся такий розпис бузької козацької станиці Федорівка за 1790 рік, який є надзвичайно цікавим джерелом для вивчення історії міста Нова Одеса, адже містить пойменні дані про самих козаків, статево-віковий склад їх сімей тощо.[перевірити]
Згідно з архівними документами, на кінець XVIII ст. Бузьке козацьке військо комплектувалося здебільшого українцями, а саме «колишніми Запорожцями» та «вихідцями з полкської України малоросійської породи люди».
1786 року Бузький козацький полк було поділено на два. 1-й Бузький полк (колишній Нововербований козацький) продовжував очолювати підполковник Василь Петрович Касперов (на його честь називано станицю Кашперівка, нині історичний район міста Нова Одеса).[перевірити]
На 1787 рік у селах Вербованого козацького полку нараховувалося населення чоловічої статі:
|  | … у Федорівці — 166, у Касперівці — 98… Варто зауважити, що в селах Вербованого полку, крім власне козаків, яких сповідальні розписи класифікують як «військових», мешкали також «поселяни». Статус останніх, вочевидь, відповідав «іногороднім» у станицях Війська Донського. |

Проте на Бузі, враховуючи прикордонне положення, перехід поселян у козаки був значно легшим, ніж на Дону.[перевірити]
Адміністративним центром Бузького козацького війська стало містечко Новопетрівське (Миколаївський район).
У складі єгерського корпусу під командуванням М. І. Кутузова федорівці брали участь у російсько-турецькій війні 1787— 1791 роках, зокрема в обороні Кінбурна, у штурмі Очакова тощо.[перевірити] У 1797 році Бузьке військо було ліквідоване, а козаків переведено на становище державних селян. З 1803 року, коли було відновлено Бузьке козацтво у складі 3 полків по 500 чоловік, Федорівка стала козацькою станицею.
У 1805—1812 роках у Федорівці будується величний новий храм Святого Георгія Побідоносця у стилі рафінованого класицизму.
1817 року (після закінчення російсько-французької війни 1812 року, в якій козаки брали активну участь) жителів селища перетворено на військових поселенців. Запровадження військових поселень викликало хвилю народного гніву.
14 липня 1817 року понад 500 бужців почали повстання проти реорганізації Бузького козацького війська. Генерал-майор Вітт, заручившись 16 липня в Одесі підтримкою 4-го морського полку та артилерії 13-ї піхотної дивізії, спочатку оточив Вознесенськ, а після того направив війська в інші станиці Бузького козацького війська, де спалахували збройні сутички. У вересні 1817 року з повстанням було покінчено, після чого козацький стан ліквідовується і вводиться стан військового поселення. Село Федорівка разом з селами Троїцьке, Кашперівка, Новопетрівське, Себине, Гур'ївка, Баловне та Матвіївка входили до складу Другого Бузького уланського полку. 1829 року полкам Бузької уланської дивізії було надані назви: Ольвіопольський, Вознесенський, Одеський та Бузький, проте й після придушення повстання козаки не припинили опору.
У 1832 році полк Бузької уланської дивізії, що розмістився у Федорівці, став називатися Одеським, а село — Новою Одесою. 1857 року, після ліквідації військових поселень, Нова Одеса стає центром третього округу так званого Херсонського південного поселення. Вона увійшла до Херсонського повіту Херсонської губернії. 1859 року тут жило 2190 людей, на ревізьку душу припадало по 4 десятини землі. У 1860 році Нова Одеса дістала статус містечка. Всі поселенці були наділені землею по 2 десятини на душу.
Вже у якості уланських полків козаки взяли участь у російсько-турецькій війні 1828—1829 років, придушенні повстань в Польщі 1830—1831 років, в Угорщині та Трансильванії 1848 року та Кримській війні 1853—1856 років. Саме улани Одеського полку, а точніше його резервного ескадрону в складі Зведено-резервного уланського полку знищили в бою під Балаклавою легку бригаду Британської кавалерії, відігравши таким чином вирішальну роль у єдиному переможному для російської армії бою на Кримському театрі воєнних дій.
Після 1867 року надільна земля, яку жителі Нової Одеси одержали ще після ліквідації військових поселень, перейшла у власність сільської общини. В той час тут налічувалося 806 ревізьких душ, на кожну з яких припадало 6 десятин землі. Селянські ділянки солончакової землі були розкидані понад річкою Гнилий Єланець та у степу. Сінокісних угідь селяни не мали. Окрім викупних платежів, вони сплачували ще й подушне 1,6—1,7 карбованця. Становище основної маси селянства рік у рік погіршувалося. Опріч феодального гноблення, селяни зазнавали стихійних лих. Особливо жителі Новоодещини постраждали після неврожайного 1873 року. 847 з 3125 жителів містечка не мали хліба та інших продуктів харчування. Протягом 1880—1904 років неврожаї повторювалися через кожні 2-3 роки. Низька культура землеробства, нестача тягла були причиною низьких урожаїв навіть за сприятливих погодних умов. З 1890 по 1900 роки селяни збирали в середньому по 20,8 пуда зерна з десятини.
Багато жителів містечка плели кошики з рогози та лози, які 1890 року навіть експонувалися на виставці у Херсоні. Значного розвитку набуло ремісництво. В цей час у Новій Одесі було 10 ковальських, 6 шевських, 15 чоботарських і 5 шорних майстерень, працювало 20 вітряків. Раз у пів року відбувалися ярмарки, двічі на тиждень — базари. Відбувався зріст населення. У 1897 році тут жили 5504 особи.
Тільки 1860 року в містечку відкрилася волосна школа, де навчалося 25-30 хлопчиків. Вчителювати у ній могли геть випадкові люди. Так, у 1860-1864 роках дітей виховували відставні унтерофіцери, штабскапітани, урядовці і семінарист. Міністерську та церковно-парафіяльну школи, що почали працювати з 1880 року, відвідували переважно діти заможних міщан. Більша частина жителів Нової Одеси не знало грамоти, зокрема, серед жінок лише 10 % уміли писати. Тепер вулиця, де знаходилась перша школа міста, носить назву Шкільна.
1874 року у Новій Одесі відкрита медична дільниця, яка обслуговувала 36 тисяч людей з 59 навколишніх населених пунктів. Через два роки тут почала працювати лікарня на 12 ліжок, що розміщувалася у тісній темній хаті. Лише у 1909 році збудовано приміщення лікарні на 16 ліжок з пологовим, інфекційним та хірургічним відділеннями, а також амбулаторією та аптекою. Штат лікарні складався з лікаря, трьох фельдшерів і однієї акушерки. Багато корисного у справі розвитку охорони здоров'я зробили земський лікар Олександр Петрович Сеславінський і його помічник фельдшер І. О. Абрамов. З ініціативи Сеславінського було зведено нову лікарню, в 1910 році створено лабораторію, налагоджено боротьбу з інфекційними хворобами і трахомою. Проте смертність залишалася високою і серед дорослих щорічно становила в середньому 25 чоловік на 1 тисячу населення, серед дітей — 304 на тисячу новонароджених. У знак поваги до лікаря на честь О. П. Сеславінського у місті назвали одну з вулиць міста.
Наприкінці XIX ст. поблизу містечка на річці Південний Буг збудовано вантажну пристань, а на початку XX ст. створено агентства Російського для зовнішньої торгівлі банку та Санкт-Петербурзького комерційного банку.
На рубежі XIX—XX ст. у містечку з'явилася нелегальна соціал-демократична література, яку сюди доставляли миколаївські робітники. Улітку 1905 року в Новій Одесі організовується сільський комітет, який проводив роботу серед селян. Учасники цієї організації вимагали зниження орендної плати (в 1905 році вона становила 12 карбованців 50 копійок за десятину замість 8 карбованців 57 копійок у 1900 році), підвищення поденної оплати до 1 карбованця, наділення землею малоземельних. Упродовж 1905 року селяни неодноразово нападали на поміщицькі садиби, розбирали худобу, зерно, реманент, палили панські будівлі. 5-6 грудня 1905 року бідняки Й. В. Кир'ян, С. Д. Шевченко й Л. С. Романов організували з 90 селян озброєний загін, який у навколишніх економіях захопив зерно, сіно й інше майно. Для придушення виступу влада послала поліцейський загін і 2 сотні козаків. 60 учасників цього виступу було публічно покарано нагаями, а організаторів кинуто до в'язниць, вислано до Сибіру.
1907 року в Новій Одесі створюється соціал-демократичний гурток, члени якого влаштовували мітинги, збори, розповсюджували нелегальну літературу. Революційну роботу серед населення проводив також робітник миколаївського заводу «Наваль» М. М. Осадченко.
Після столипінської аграрної реформи із 1170 господарств Нової Одеси 530 мали наділи від 1 до 5 десятин, решту — від 5 до 7 десятин, а 8 багатіям належала 1 тисяча десятин землі. Рятуючись від голоду, деякі міщани продавали або здавали в оренду землю і переселялись в інші краї. Тільки 1914 року з Новоодеської волости в Тургайську й Акмолінську області виїхало 344 особи.
В той самий час заможна верхівка містечка, зосередивши в своїх руках великі площі землі та застосовуючи сільськогосподарські машини, мінеральні добрива, виробляла багато хліба та інших сільськогосподарських продуктів, значна частина яких йшла на продаж і навіть вивозилася за кордон.

#### 1914—1939
У 1913 році в містечку проживало 4560 осіб. Коли почалася Перша світова війна, багатьох чоловіків було мобілізовано на фронт. Бракувало робочих рук для обробки землі. Населення голодувало.
Про Лютневу революцію жителі Нової Одеси почули на початку березня 1917 року. У ці дні в містечку і селах проходили мітинги. За розпорядженням херсонського повітового комісара сформовано волосний комітет «громадської безпеки» — орган Тимчасового уряду, до якого ввійшли волосний старшина, писар, земські службовці та заможні міщани. Головою комітету став мировий суддя. Згодом було вибрано земельний комітет.
Дізнавшись про перемогу Жовтневої революції, місцеві активісти створили в січні 1918 року волосну раду, яка приступила до конфіскації майна у місцевих багатіїв і розподілу землі між селянами з розрахунку по 2,5 десятини на споживача.
У березні містечко звільнили австро-німецькі та українські війська. У Новій Одесі встановилася влада Української держави. Тим часом у Новоодеській волості було сформовано підпільний більшовицький партизанський загін зі 150 осіб. Партизани знищили понад 30 військових, захоплювали зброю. На початку 1919 року загін влився в ряди вознесенських партизанів і брав участь у розгромі франко-грецьких інтервентів під Березівкою. В боях під Березівкою у березні 1919 року відзначився бронепоїзд «Смерть Директорії» на якому було багато більшовиків-новоодеситів, яким командував колишній матрос К. А. Чеклов.
У другій половині березня 1919 року група радянських військ, що діяла на Одеському напрямку, при активній підтримці 1-го Вознесенського кавалерійського загону (командир Н. І. Урсулов), вступила до Нової Одеси на зміну військам УНР, які перебували тут з листопада 1918 року.
В кінці вересня і на початку жовтня 1920 року партійна організація Управління водного транспорту Миколаєва направила в Нову Одесу 42 працівники. Вони відремонтували селянам багато сівалок, плугів, борін та возів. Окремі запасні частини, гвіздки та інші знадоби працівники привезли зі свого підприємства. У липні за рішенням секції губраднаргоспу збудовано в містечку першу електростанцію на 22 кВт. У листопаді агітативний пароплав «Селянин» доставив обладнання для новоствореної майстерні ремонту сільськогосподарських машин. Прибув великий гурт працівників із різних заводів, щоб навчити селян працювати на верстатах.
З ініціативи комуністів і комсомольців при активній участі комнезаму у лютому — березні 1921 року організовуються артілі «Першотравневі дні», «Трудова», «Героїзм праці», а наступного року — ще 7 ТСОЗів, котрі об'єднали понад 30 % селянських дворів зі 1488 гектарами землі. Волосний старшина виділив їм з державного фонду 1 тисячу пудів посівного знадобу, тяглову силу та сільськогосподарський реманент. Перші кроки колективних господарств були нелегкими. У 1923 році вони зібрали по 9-11 це́нтнерів зернових з гектара.
З лютого 1920 року Ново-Одеська волость входила до складу Миколаївського повіту Миколаївської губернії, а з жовтня — до Одеської.
1920 року відкрито лікарню на 20 ліжок. На початку 1920-х років у Новій Одесі почали працювати чотири початкові школи, які відвідували всі діти шкільного віку. Розгортається робота щодо ліквідації неписьменности серед дорослого населення. Гуртками ліквідації неписьменности керували близько 150 Культармійці. У 1920 році відчинилися двері нового кінотеатру і бібліотеки, створено самодіяльний театр.
1923 року Нова Одеса стає районним центром Новоодеського району, до якого увійшло 11 сільрад. Парторганізація і сільська Рада під керівництвом райкому партії і райвиконкому провели значну роботу щодо об'єднання дрібних ремісничих майстерень у промислові артілі, державні майстерні ремонту сільськогосподарських машин. Того ж року в Новій Одесі починає працювати цегельно-черепичний завод, паровий млин, чотири маслоробки.
Під керівництвом комуністів маслоробки на базі 10 колективних господарств в 1930 році організовано 6 колгоспів — «Перший Новоодеський», «Другий Новоодеський». «Будівник», «Незаможник», ім. Петровського та «Відновлення» (згодом перейменовані на «Шлях до соціалізму», ім. XVIII партз'їзду, ім. Кірова, ім. Ворошилова та інші).
У 1920-х роках для дітей було відкрито 4 початкових, а з 1927 року і семирічна школи. Обладнано театр, клуб, кінематограф та створено першу в районі бібліотеку. Великою подією в культурному житті міста було встановлення у 1926 року перших радіоточок. З перших же днів радянської влади організовується лікарня на 20 ліжок.
У 1934 році політвідділ МТС організував, самодіяльний театр колгоспної молоді, який у 1936 році посів 1-е місце на обласному і 2-е — на республіканському оглядах художньої самодіяльності за постановку «Наталки Полтавки» І. П. Котляревського. У Новій Одесі працювали також районні будинки культури й піонерів, З колгоспні клуби, 3 бібліотеки та кінотеатр. Зростав потяг молоді до спорту. Починаючи з 1934 року, щорічно проводились міжколгоспні спартакіади.
У 1936—1937 роках стають до ладу маслосирзавод, райхарчокомбінат. Промартіль «Мебельник» виготовляла меблі, промартіль ім. Димитрова — вироби з очерету 1 рогози. Кадри для будівельних організацій готувала створена 1929 року школа ФЗУ «Будматеріал», яка спочатку називалася ремісничою кустарно-промисловою профшколою. Лише впродовж 1932, року вона випустила 50 спеціалістів.
Багато було зроблено й у галузі охорони здоров'я. Кількість ліжок у лікарні збільшилася до 65. Працювали рентгенологічний кабінет, лабораторія, поліклініка. Було відкрито пологовий будинок, дитячу консультацію, санепідстанцію. Населення обслуговували 18 медичних працівників, у тім числі й два лікарі.

#### 1939—1945
8 листопада 1939 року було побудовано двоповерхову середню школу, перебудовується приміщення МТМ, будинок науки. Відбулися істотні зміни на ниві народної освіти. У 1939 році було повністю ліквідовано неписемність серед дорослого населення. На кінець 30-х років у двох початкових, двох семирічних і двох середніх школах навчалося близько 2 тис. учнів. У 1939 році відкрито 3 колгоспних дитячих ясел і дитячий садок.
Зі вступом Радянського Союзу у Другу світову війну понад 1500 новоодеситів пішли на фронт, 150 — записались у винищувальні батальйони. Жителі вивозили на схід обладнання МТС, підприємств, громадську худобу. 12 серпня 1941 року нацисти зайняли Нову Одесу. У перші дні окупації було створено партизанський загін з місцевих жителів на чолі з Ф. А. Римарем, колишнім головним агрономом сільгоспвідділу райвиконкому. Партизани знищили призначених окупантами старосту та його заступника. Загін разом з частинами Червоної Армії відступили з Нової Одеси, а 14-15 серпня брали участь у захисті Миколаєва, пізніше з'єдналися з Каховським партизанським загоном.
На початку 1942 року в Новій Одесі почала діяти підпільна група з 36 осіб. Підпільники підтримували зв'язок з «Миколаївським центром», представники якого П. Я. Защук і П. А. Комков. Члени групи збирали розвідувальні дані, чинили диверсії, організовували втечі військовополонених з концтабору, вели антинацистську агітацію серед населення, розповсюджували зведення радінформбюро, листівки, допомагали молоді уникати вигнання на примусові роботи до Німеччини. У місцевій друкарні підпільники дістали шифр і передали його «Миколаївському центру». У грудні 1942 року окупанти викрили і розгромили організацію, її керівників В. Г. Завадського і А. М. Беглицю було страчено, багатьох учасників підпілля вивезено на каторгу до Німеччини.
Коли гітлерівці дізналися, що близько 300 мирних жителів переховуються в каменоломнях, то за допомогою отруйних газів примусили їх вийти звідти, жінок загнали у сарай, а чоловіків — у сусіднє село Андріївку, де 104 розстріляли. За 2,5 року окупації німці розстріляли 282, повісили 8 і насильно вивезли до Німеччини 896 мешканців Нової Одеси.
15 березня 1944 року село визволили від окупантів частини 46-ї армії під командуванням генерал-лейтенанта В. В. Глаголєва. При форсуванні Південного Бугу новоодесити допомагали воїнам 6-го гвардійського стрілецького корпусу наводити понтони, підносили боєприпаси. 18-річний колгоспник Н. П Мунтян сам знищив кулеметну обслугу ворога, за що був нагороджений медаллю «За відвагу».
1944 року були відновлені всі 6 артілей. Орали й сіяли колгоспники вручну. Першої повоєнної зими у парку Новоодеської МТС було вже 60 відремонтованих тракторів. Почали працювати промислові артілі «П'ятирічка», «Свобода» (видобувала камінь), «Жовтень» (виготовляла швейні вироби), «Мебельник», цегельночерепичний завод райпромкомбінату. У квітні 1945 року стала до ладу електростанція. Відкрилися лікарня, школа, будинок культури, бібліотека. Відбудовуючи зруйноване господарство міста, новоодесити допомагали відроджувати підприємства Миколаєва та шахти Донбасу.

### 1945—1991
Спираючись на всебічну допомогу держави, колгоспи Нової Одеси восени 1945 року відновили довоєнні посівні площі. Валовий збір зерна у 1950 році у 1,2 рази перевщив рівень 1940 року. Збільшилося поголів'я худоби, зріс рівень виробництва місцевої промисловості. У 1967 році достроково виконав план виробництва і продажу державі продукції сільського господарства.
Протягом 1963—1964 років в селищі побудовано 6 двоповерхових житлових будинків на 50 квартир, водопровід, хідники (тротуари). У 1959 році введено в дію кінотеатр на 450 місць.
З 1956 року Нова Одеса — селище міського типу. За роки семирічки і останньої п'ятирічки тут зведено 595 житлових будинків, готель, розбито 5 скверів, прокладено 12 км тротуарів, 17 км водопроводу. У селищі було побудовано 39 магазинів, з 1964 року працює універмаг. У користуванні жителів було близько 800 телевізорів, 79 автомобілів, 586 мотоциклів. У місцевій ощадкасі 4998 вкладників, сума їх вкладів становила 3 млн 330 тисячі карбованців.
Станом на 1967 рік до складу Нової Одеси увійшли Спиридонівка і Кашперівка, на території якої розташована садиба колгоспу ім. Т. Г. Шевченка. Після Другої світової війни правління артілі очолює ветеран колгоспного руху, кавалер ордена Леніна В. І. Трунов. У 1970 році господарство перевиконало план продажу зерна державі.
У Новій Одесі працював і працює досі завод будматеріалів «Міжколгоспбуд», продукція якого використовувалася на спорудженні Каховської ГЕС. У 50-х роках тут стали до ладу промартілі для видобутку каменю «П'ятирічка» та «Червоний партизан». Промартіль «Мебельник» перетворено на меблеву фабрику. Розвивалися підприємства харчової промисловості. 1955 року маслосирзавод виробив 4 тисячі це́нтнера масла, а у 1969 році — понад 6 тисячі це́нтнера. При комбінаті побутового обслуговування відкрилися шевський і слюсарний цехи, майстерні ремонту годинників, радіоприймачів і телевізорів. У 1965—1969 роках виробничі фонди місцевої промисловості зросли удвічі.
У Новій Одесі працює лікарня на 200 ліжок, при якій 1967 року відкрито більнеологічну лікарню. Значно розширили поліклініку. На колгоспних фермах почали діяти медичні профілакторії. У селищі з'явилося 160 медпрацівників, у тому числі 38 лікарів і 122 особи середнього медичного персоналу. Для дітей було відкрито дитячий комбінат на 240 місць та 7 дитячих ясел і садків.
Згодом тут з'явилася музична школа. Міське профтехучилище № 16 у 1968—1969 навчальному році підготувало 350 мулярів та теслярів для будівельних об'єктів Миколаївської области.
В 1975 році зроблено реконструкцію парку в центрі міста, який набуває обисів, знаних і в сучасності.
З другої половини 1970-х років починається насадження Новоодеського (Кашперівського) лісу, до того на його території була справжня пустеля з дюнами
В 1976 році отримує статус міста.
З 1977 по 1980 роки споруджується рибгоспом "Південнобузький" ставкове господарство на площі 300 га., згодом у 1985 році введено в експлуатацію нерестове господарство на площі 71 га.

### Незалежність
З 2000-их років щорічно 9 травня відбувається мотопробіг байкерів від міста Миколаїв до Кургану та Сталевого Солдата на ньому у місті Нова Одеса. Мотопробіг відбувається без сприяння адміністрації чи представників влади, а за словами самих байкерів у заходу немає організаторів, охочі самі збираються на виїзді з Миколаєва на певний час цього дня. Щороку сотні й тисячі містян та мешканців навколишніх населених пунктів сходяться в цей час до Кургану, чисельність тих, хто бере участь, часто перевершує чисельність людей, що беруть участь в офіційних заходах у ці дні. Мотопробіг завершується покладанням квітів до пам'ятників загиблим під час Другої світової війни. В 2020 році число відвідувачів було меншим через карантинні обмеження, але вже в 2021 році подія знову була масовою. Таким чином складається нова місцева традиція вшанування полеглих у Другій світовій війні.
15 вересня 2001 року відбулося перше засідання літературного об'єднання "Пошук". Ідея створення ЛітО належить Вітренку Анатолію Миколайовичу та Простакову Миколі Андрійовичу, останній став його першим президентом. ЛітО працює донині, за цей час через нього пройшло понад 100 авторів, видано понад два десятки альманахів і понад 100 авторських книг. 16 вересня 2017 року у тоді ще районній, а нині міській бібліотеці відкрито музейний куточок "Пошуку" з унікальними матеріалами членів ЛітО.
Навесні 2007 року Нова Одеса потрапила в пилову бурю, котра охопила території Кропивниччини, Одещини, Херсонщини, Миколаївщини та Криму. Потужним вітром зривало верхній шар ґрунту на полях і підіймало високо в гору. Небо набуло коричневого забарвлення і в день найбільшого розгулу стихії Сонця місцеві так і не побачили. Пилова буря нанесла значної шкоди сільському господарству, в місті місцями спостерігалися вітрові наноси дрібних часточок ґрунту. Було нанесено деяку шкоду будівлям, зокрема місцями було пошкоджено дахи будинків, постраждали електромережі.
У серпні 2007 року в Новій Одесі неочікувано відбулося підтоплення вулиць у центрі міста. Потужна злива призвела до переповнення ставку, гребля котрого перекриває русло річки Нірша і розташовується за містом. Рівень води в ставку різко піднявся на 5-6 метрів, що призвело до переповнення ставка і вода, пошкодивши греблю, розлилася балкою і стрімко потекла в бік міста. Русло було захаращене очеретом, стовбурами дерев, сміттям, давно не бачило чищення. Сміття несло водою і воно застрягало під мостом у центрі міста, що унеможливило водотік і вода пішла над мостом. На вулицях безпосередньо поруч балки рівень води піднявся до 3 метрів, на віддалених — близько 1,5 метра. В результаті було підтоплено близько 120 будинків, з яких згодом обсипалось облицювальне покриття, в деяких пошкодженими виявилися дахи, постраждали меблі, рух по вулицям, зокрема по магістарльному шляху, було повністю паралізовано, свійські тварини й птиця опинилися у водяній пастці. Було знищено повністю урожай на присадибних ділянках. Людських жертв вдалось уникнути. В рятувальних роботах задіяно 70 працівників ДСНС, 5 одиниць транспорту і 5 човнів. Врятовано 33 місцевих мешканці, 4 з яких діти. За результатами створено спеціальну комісію, до міста прибувало найвище керівництво держави. Згодом, упродовж кількох років, було проведено роботи з розчищення та укріпленя річиська річки Нірша в межах міста.
В 2010 році починається будівництво зерноперевантажувального терміналу компанії «НІБУЛОН», в 2011 філію було відкрито. Саме відкриття філії компанії у місті та пізніше ще однієї вище за течією Південного Бугу стало початком відродження занепалого судноплавства Південним Бугом[джерело?]. Відтоді біля причалів Нової Одеси постійно можна зустріти не лише рибацькі човни, але й сучасні буксири та несамохідні судна вантажопідйомністю до 4000 тонн збіжжя. Також з 2017 по 2019 роки в період навігації діяв пасажирський річковий маршрут Вознесенськ — Ковалівка — Нова Одеса — Миколаїв, який через нерентабельність згодом ліквідували.
Починаючи з 2010 року, за останнє десятиліття, у Новій Одесі почали будуватися великі компанії: супермаркет АТБ; велика олійня «Сан Флавер» та розбудовуються менші олійні, яких у місті тепер є ще декілька; великий будмаркет Люкс, при якому облаштовується навколишня територія та будуються дрібніші об'єкти торгівлі й обслуговування населення. На місці колишніх корівників та свиноферми ТОВ імені Т. Г. Шевченка (колишній колгосп імені Т. Г. Шевченка) починають діяти ферма з вирощування биків та вівцеферма. У 2020 році знесено резервуари давно недіючої нафтобази і на її місці розбудовується автомобільне підприємство.
В 2018 році міська рада під тиском громадськості виділяє ділянку землі під майбутній парк загиблим захисникам України. Силами ветеранів війни на цій ділянці встановлюється тимчасовий пам'ятний знак та флагшток під державний прапор. 14 жовтня, в день Захисника України, парк та тимчасовий пам'ятний знак урочисто відкрили та провели змагання серед школярів імені одного із загиблих учасників АТО Котєшевського Дмитра Івановича. До кінця року серед навчальних закладів проводили конкурс на назву парку і таким чином визначили, що парк матиме назву «Парк Нескорених». Декілька років все так і залишалося, у «Парку Нескорених» проводять заходи, присвячені увіковічненню пам'яті загиблих Захисників, покладаються квіти, силами ветеранів, учнів шкіл та гімназії, небайдужих громадян в парку висаджуються квіти та кущі, але розвитку парку не відбувалося. Лише у 2021 році ситуація зрушила з місця, місцева влада активізувалася щодо проєктування та розбудови парку. 23 квітня 2021 року ветерани, джури рою «Бузькі силовики» спільно з міською владою висаджено 9 дерев у пам'ять про 9 загиблих на сході України бійців з території колишнього Новоодеського району. До кінця року проведено ще декілька висадок квітів та дерев, міською владою було затверджено план парку.
17 липня 2020 року — створена Новоодеська міська територіальна громада. З 17 липня 2020 року Новоодеський район ліквідовано, Нова Одеса відтепер є центром міської територіальної громади. Територія колишнього Новоодеського району тепер входить у склад Миколаївського району.
6 грудня 2023 року у Центрі міста відкрито Алею Пам'яті загиблим у російсько-українській війні (з 2014 року).

## Населення
| 1923 | 1939 | 1959 | 1970   | 1979   | 1989   | 2001   | 2006   | 2011   | 2016   | 2021   | 2022   |
| ---- | ---- | ---- | ------ | ------ | ------ | ------ | ------ | ------ | ------ | ------ | ------ |
| 5152 | 5920 | 6468 | 12 362 | 13 700 | 14 883 | 14 070 | 13 469 | 12 410 | 12 087 | 11 690 | 11 510 |

### Національний склад
Розподіл населення за національністю за даними перепису 2001 року:
| Національність  | Відсоток |
| --------------- | -------- |
| українці        | 93,29%   |
| росіяни         | 4,75%    |
| вірмени         | 0,53%    |
| білоруси        | 0,40%    |
| молдовани       | 0,39%    |
| інші/не вказали | 0,64%    |

### Мовний склад
Розподіл населення за рідною мовою за даними перепису 2001 року:
| Мова            | Кількість | Відсоток |
| --------------- | --------- | -------- |
| українська      | 13249     | 94.14%   |
| російська       | 695       | 4.94%    |
| вірменська      | 63        | 0.45%    |
| румунська       | 22        | 0.15%    |
| білоруська      | 17        | 0.12%    |
| болгарська      | 6         | 0.04%    |
| польська        | 1         | 0.01%    |
| гагаузька       | 1         | 0.01%    |
| угорська        | 1         | 0.01%    |
| інші/не вказали | 18        | 0.13%    |
| Усього          | 14073     | 100%     |

## Місцевості, райони та вулиці
Нова Одеса поділяється на такі історичні райони та місцевості: Спиридонівка, Кашперівка (включає місцевості Елеватор, Шахта), Ляхи, Міжколгоспбуд, Балка, Центр, Переселяни

## Економіка
В місті розміщені підприємства: Сільського господарства — ТДВ «Південний Колос», ТДВ «Ім. Т. Г. Шевченка», фермерські господарства «Ім. Т. Г. Шевченка», «РЕГУЛ», «ВІТАГ» та інші дрібніші рослинницькі та тваринницькі фермерські господарства, 2 елеватори;
Рибного господарства — безпосередньо поруч міста знаходяться ставки для розведення риби, вилов риби проводиться в річках Південний Буг та Гнилий Єланець;
Лісового господарства — на території міста діє ЛісГосп;
Харчової промислововсти — декілька великих олієнь, маслосирзавод «ФУД ДЕВЕЛОПМЕНТ» (Новоодеська філія), ТОВ Миколаїврибпром — перероблення та консервування риби, ракоподібних і молюсків, приватне підприємство фірма «ШИСХОЛ» — виробництво морозива;
Легкої промисловости — діє невелика швейна фабрика, відома як "Новоодеський трикотаж;
Торгівлі та обслуговування населення — ринок «Альянс», новий ринок поблизу, супермаркети "АТБ", "Апельсин" будмаркет ЛЮКС та ринок поблизу, Металобаза, «Меблі», «Строим, содержим дом», «Все для дому», "Єва", "Аврора" та ряд дрібних промислових та продуктових магазинів, функціонує понад два десятки закладів громадського харчування (кафе, барів, піцерій тощо), перукарні, салони краси, СТО, АЗС та інші заклади обслуговування населення.
Промисловости будівельних матеріалів — з давніх часів і майже увесь час існування Нової Одеси на території міста видобували камінь-ракушнях, з якого виготовляли відповідні будівельні матеріали. Існував Кашперівський завод будівельних матеріалів. Видобування велося як відкритим, так і закритим способами. Наразі галузь та підприємства з виробництва будівельних матеріалів перебувають в занепаді.

## Символи міста
- Герб Нової Одеси
- Прапор Нової Одеси
- Гімн Нової Одеси

## Персоналії
- Таран Федір Семенович (1731—1809) — Запорізький козак, понад 20 разів його ім'я зустрічається в реєстрах Запорізької Січі. Вважається засновником Нової Одеси, довгий час населений пункт носив його ім'я — Федорівка. Отримав від цариці дозвіл на заселення станиці Федорівка, навертав сюди нових мешканців — козаків і поселенців, за що отримав звання осадчий — в літературі помилково його називають Федір Осадчий. Одна з вулиць міста названа в його честь вулиця Федора Осадчого. Учасник Російсько-Турецької війни 1768—1774 років.
- Священномученик Гермоген, єпископ Тобольський (в миру Долганов Георгій Єфремович, 1858—1818) — єпископ Тобольський і Сибірський. Народився в Новій Одесі в сім'ї священника. Особисто виключив з семінарії Йосипа Джугашвілі за прогули та низьку успішність. Прославлений у лику святих Російської православної церкви 2000 року а також у Соборі Московських святих, Соборі Саратовських святих, у Пам'ять Отців Помісного Собору Церкви Російської 1917—1918 рр. і в Соборі новомучеників і сповідників Церкви Руської.
- Іпатенко Федот Савелійович, 1899 р.н., с. Спиридонівка Кашперівської сільської ради Новоодеського району Миколаївської області (нині історичний район Нової Одеси). У роки Голодомору був головою колгоспу ім. Сталіна. Для порятунку селян роздав 350 пудів зерна колгоспникам, а також іншим мешканцям села: лікарю, вчителям. За ці дії 13 січня 1933 року був арештований Новоодеським районним відділом ДПУ УСРР. Звинувачений у "розбазарюванні хліба". Постановою Особливої наради при колегії ДПУ УСРР від 07.02.1933 року засуджений до виселення у Північний край терміном на три роки. Подальша доля невідома. Реабілітований 30 жовтня 1989 р. (Трагедія століття: голодомор 1932-1933 років на Миколаївщині. – Миколаїв, 2003. – С. 211 – 212.)
- Берестецький Володимир Григорович — капітан 1-го рангу, у кінці німецько-радянської війни — командир навчального загону підводного плавання Тихоокеанського флоту.
- Щербак Іван Євлампійович — кандидат сільськогосподарських наук, заслужений агроном України. Очільник Новоодеської сортовипробувальної дільниці. Дослідив та науково обґрунтував ефективність та переваги плоскорізного обробітку ґрунту. Автор книг «Ґрунтозахисний обробіток полів в південних районах» (1974 р.), «Ґрунтозахисна технологія вирощування зернових культур в південних районах України» (1979 р.), численних наукових публікацій. Член редколегії журналу «Хлібороб України». Член державної комісії сортовипробування (Москва).
- Вальтер Віталій Григорович (1926—2004) — лікар, хірург, доктор медичних наук, професор, заслужений професор Астраханської державної медичної академії. Член Правління Всесоюзної спілки хірургів, член Проблемних комісій по невідкладній хірургії, геронтології і геріатрії при АМН СРСР. 17 років був головою наукової спільноти Астраханських хірургів.
- Простаков Микола Андрійович (1937—2010) — письменник, один із засновників та перший голова Новоодеського літературного об'єднання «Пошук», автор понад 10 поетичних збірок.
- Поперечний Анатолій Григорович (1934—2014) — поет, автор до багатьох популярних пісень.
- Нетребко Олег Володимирович (1984—2014) — солдат Збройних сил України, учасник російсько-української війни.
- Новицький Анатолій Олегович (1992—2014) — старший лейтенант Збройних сил України, учасник російсько-української війни.
- Мошинський Вацлав Сигізмундович (1935—2019) — український режисер;
- Вітренко Анатолій Миколайович (1929—2020) — письменник, один із засновників та член літературного об'єднання «Пошук», автор понад 20 книг, в тому числі романів.
- Головенко Микола Якович (1942 р.н.) — український державний та політичний діяч, депутат Верховної Ради України 1-го скликання, доктор біологічних наук, професор, академік НАМН України, заслужений діяч науки і техніки України, лауреат Державної премії України в галузі науки і техніки, лауреат Академічної премії з теоретичної медицини НАМН України, премії імені Андрія Кіпріанова НАН України, завідувач відділом фізико-хімічної фармакології Фізико-хімічного інституту імені Олексія Всеволодовича Богатського НАН України;

## Навчальні заклади міста
1. Новоодеський професійний коледж
2. Новоодеський ліцей № 1
3. Новоодеський ліцей № 2
4. Новоодеський ліцей № 3
5. Новоодеський ліцей № 4
6. Комунальний заклад Новоодеська міська дитячо-юнацька спортивна школа
7. Новоодеська дитячо-юнацька спортивна школа
8. Комунальна організація "Новоодеський фізкультурно-оздоровчий Центр «КОЛОС» Новоодеської міської ради
9. Комунальна установа дитяча музична школа
10. Новоодеський міський будинок дитячої та юнацької творчості
11. Новоодеський заклад дошкільної освіти № 1.
12. Новоодеський заклад дошкільної освіти № 2
13. Новоодеський заклад дошкільної освіти № 3
14. Новоодеський заклад дошкільної освіти № 4
15. Новоодеський заклад дошкільної освіти № 5

## Галерея

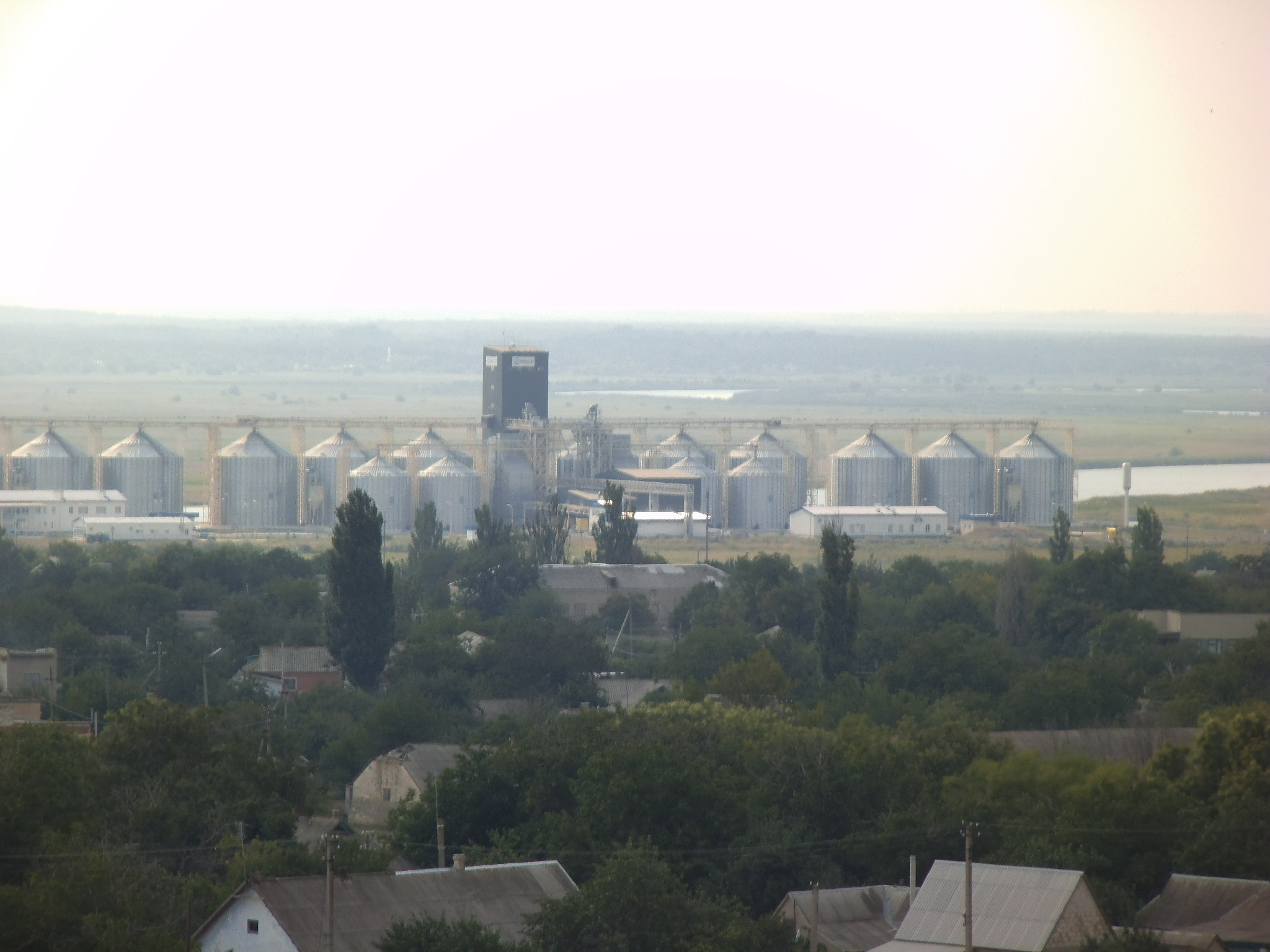
Зерновий елеватор на пристані
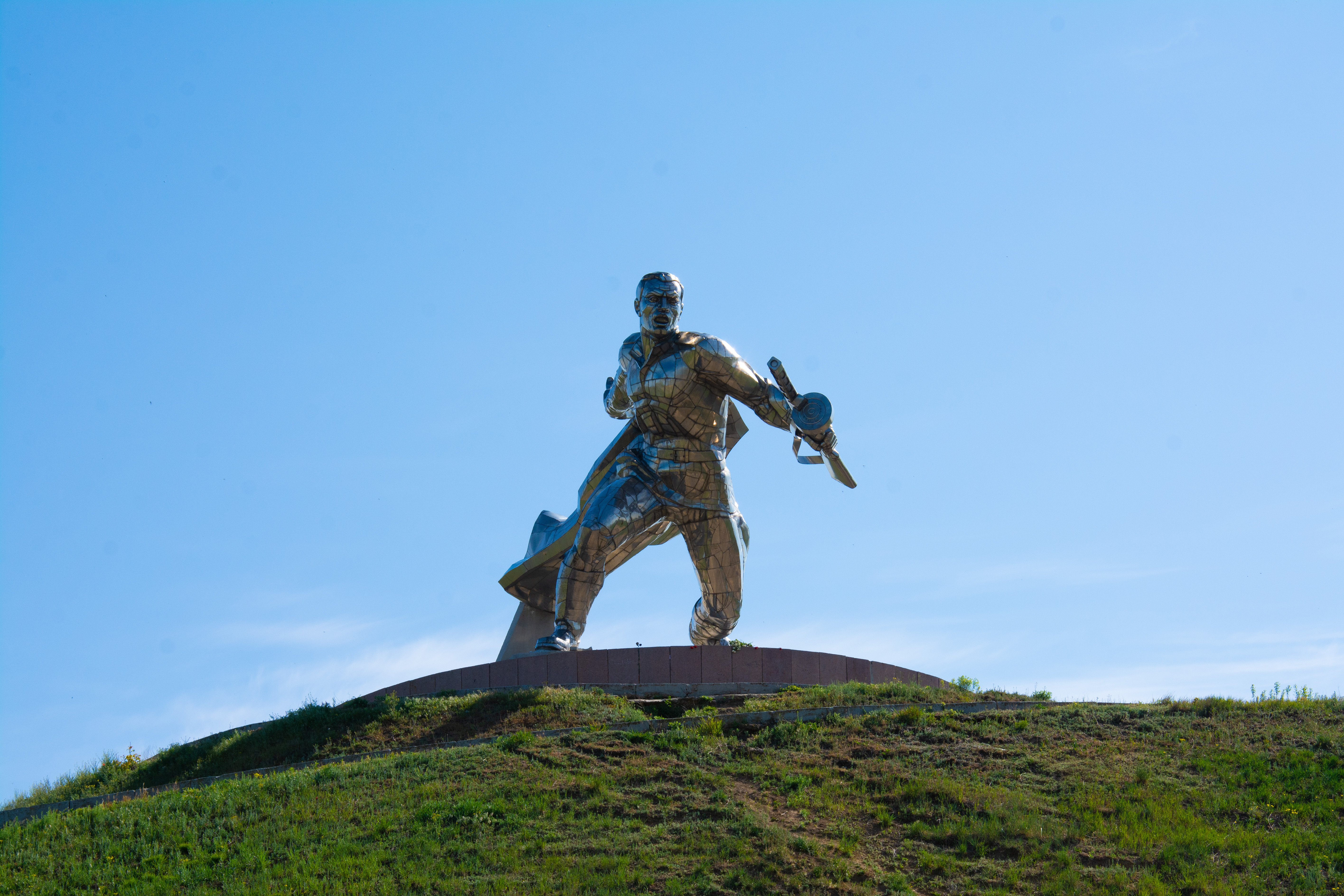
Курган Слави — пам'ятник визволителям Миколаївщини
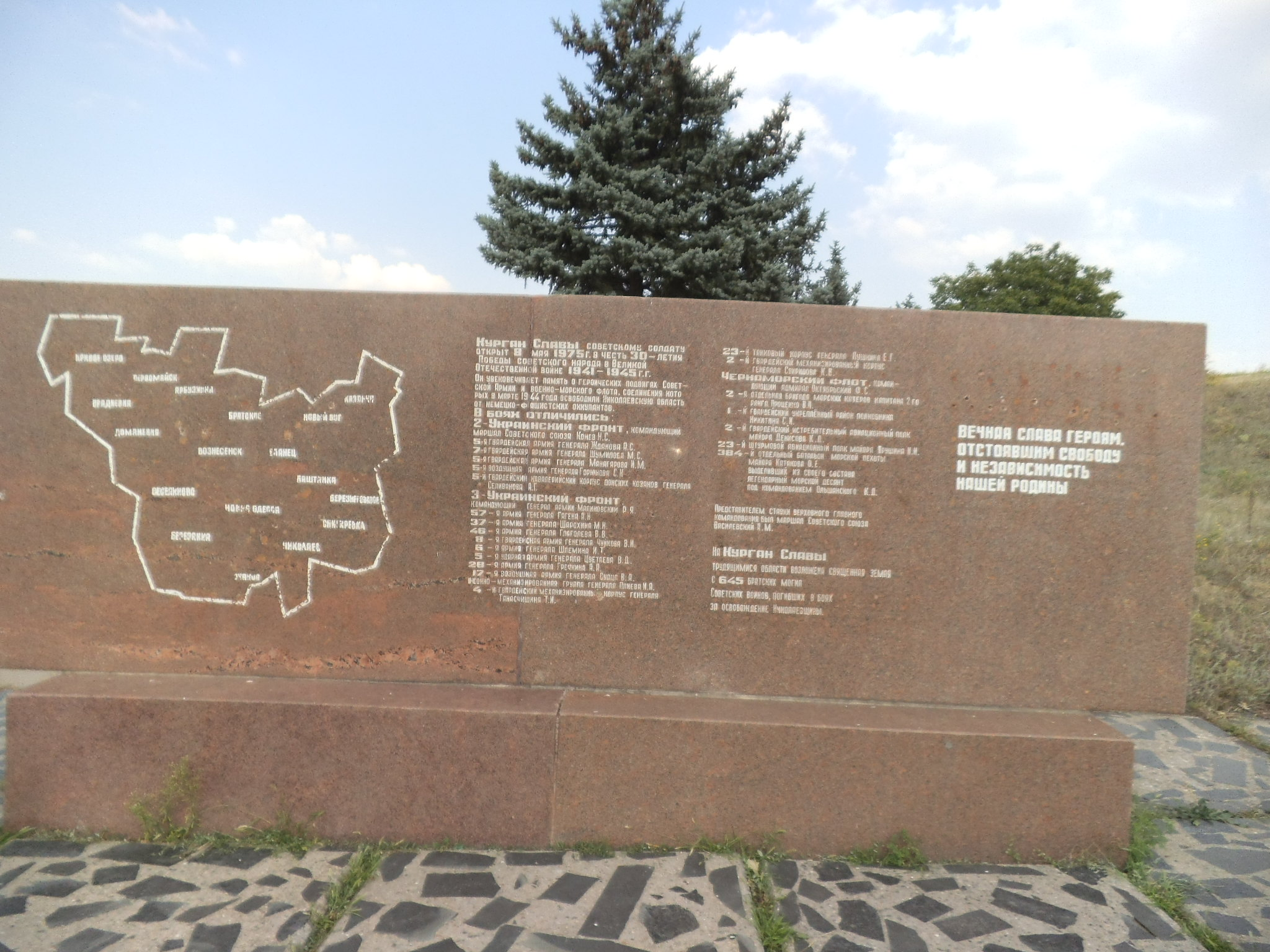
На Кургані Слави
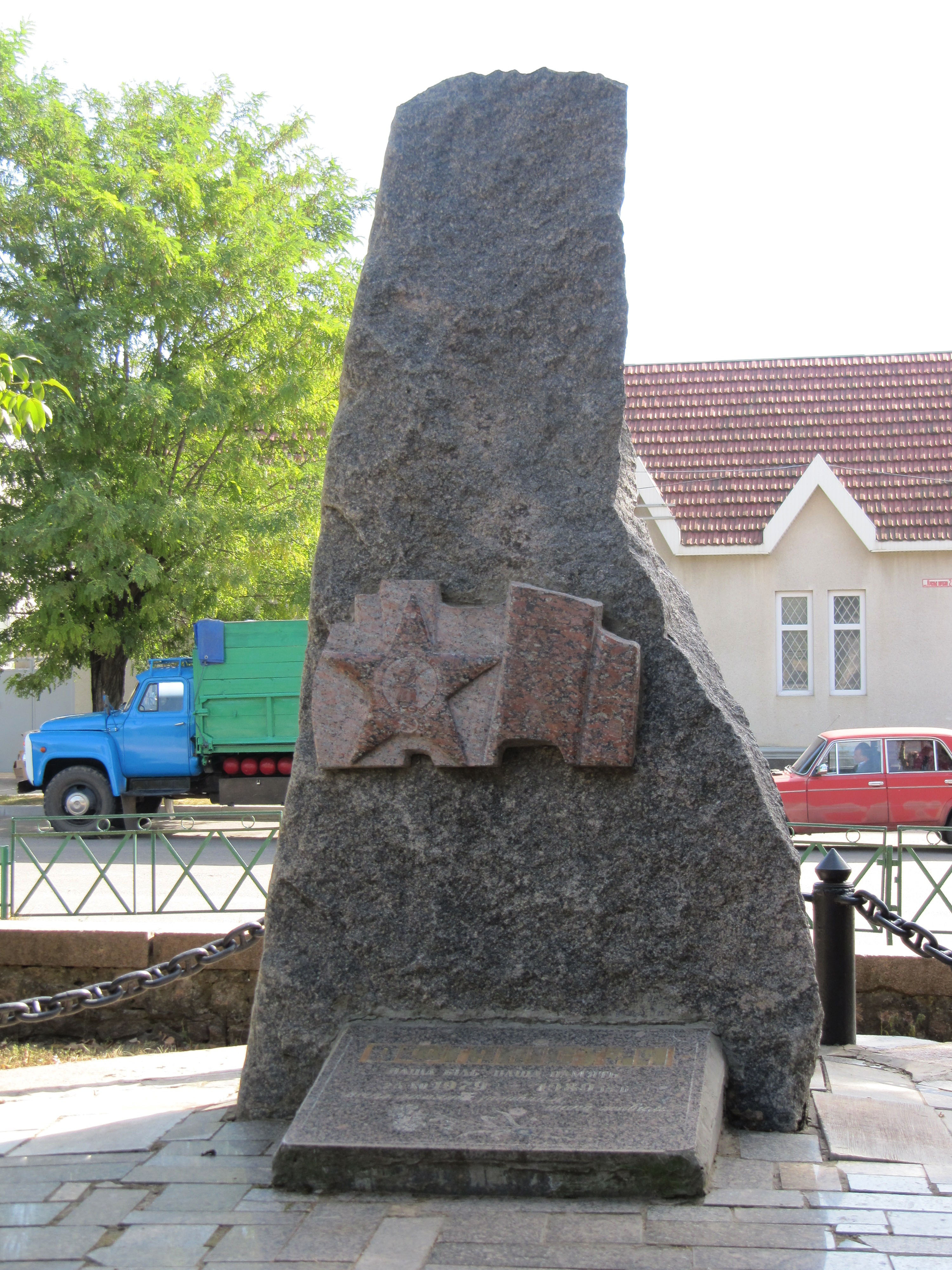
Пам'ятний знак загиблим в Афганістані
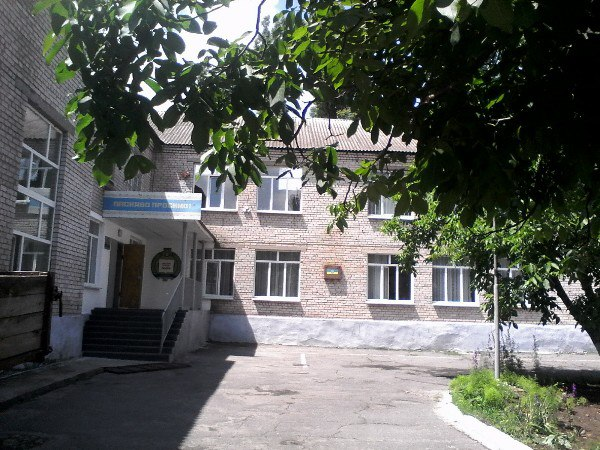
Новоодеський професійний аграрний ліцей (центр)
Перевантажувальний зерновий термінал на березі Південного Бугу, Нова Одеса
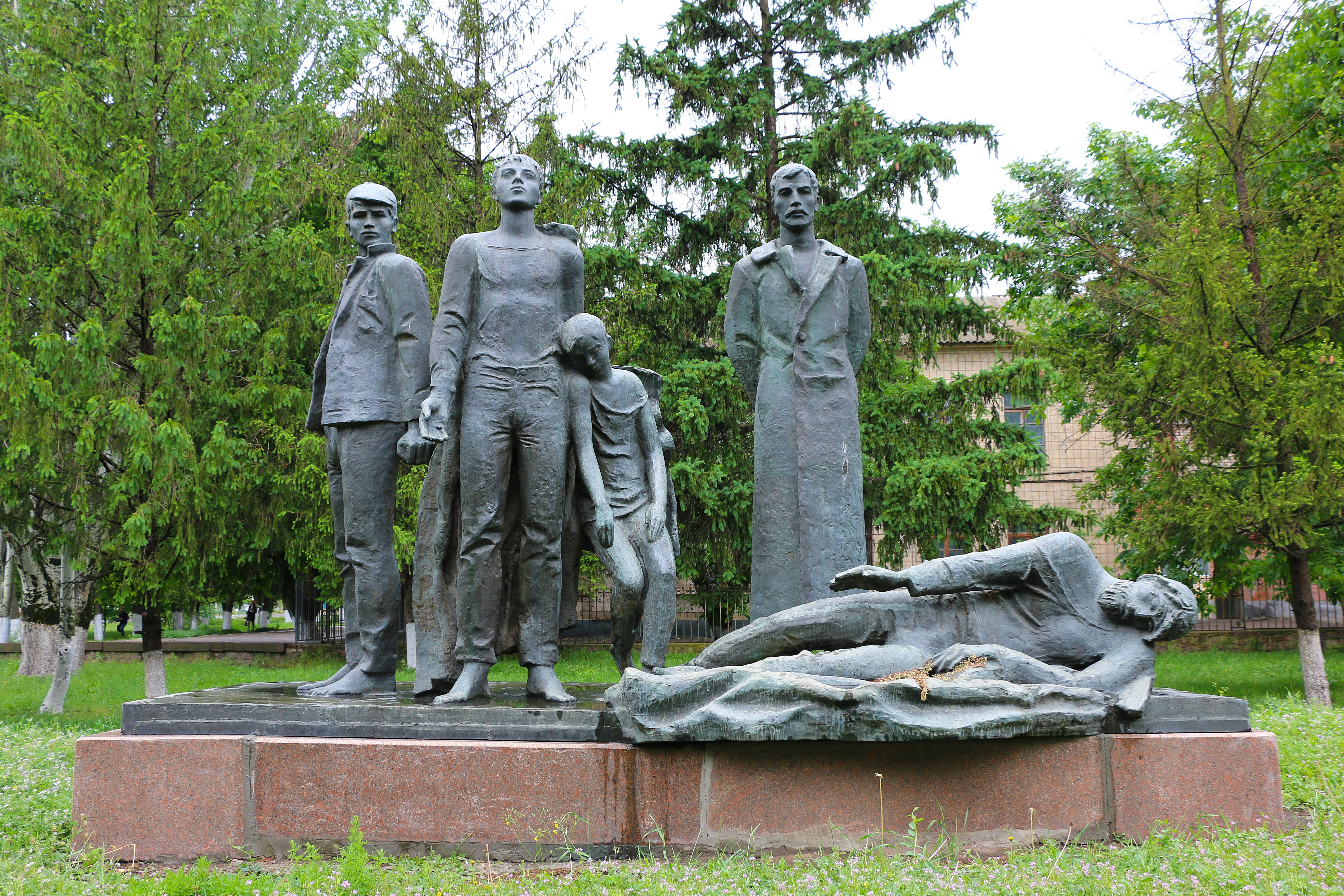
Братська могила мирних жителів
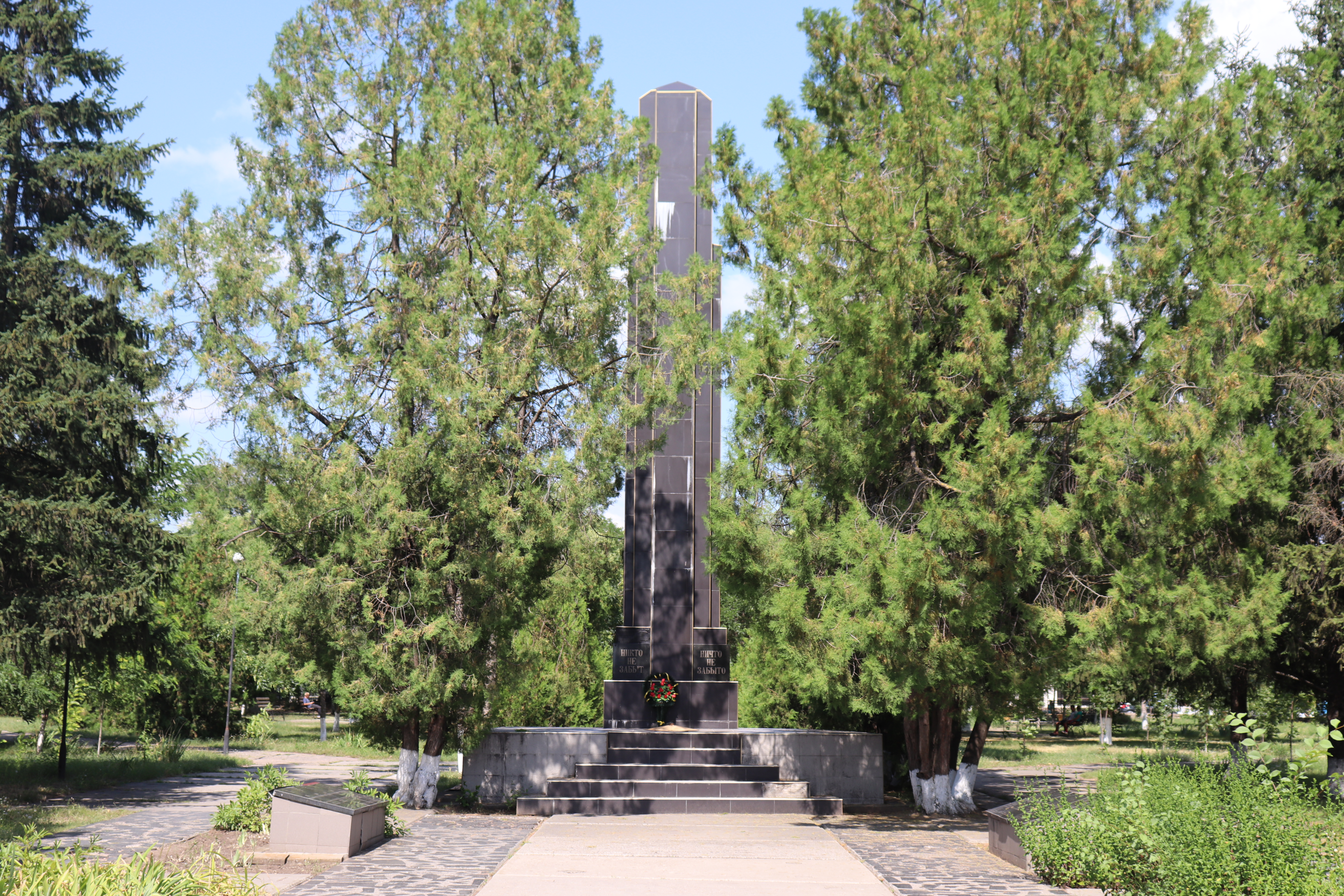
Братська могила радянських воїнів
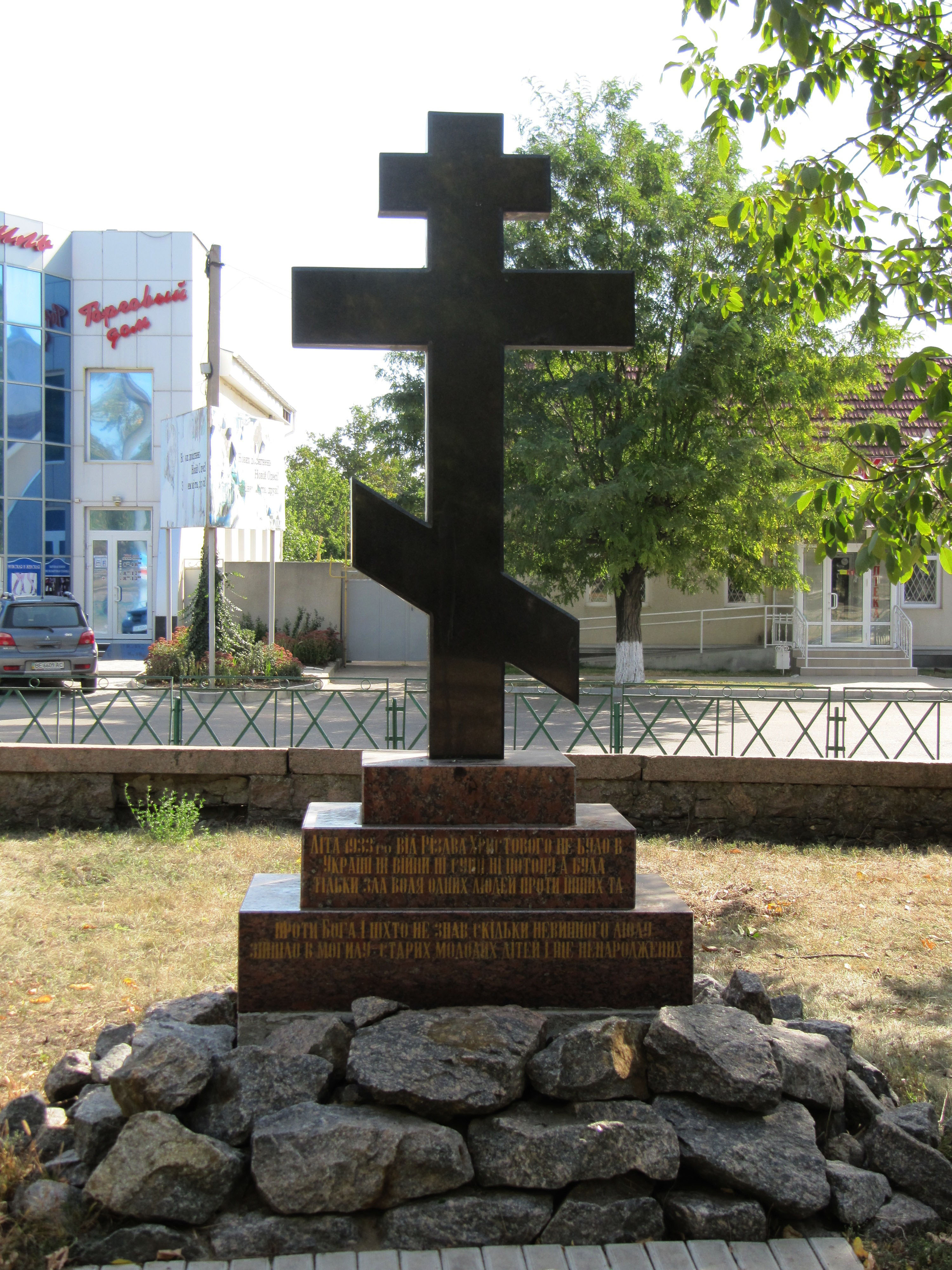
Пам'ятний знак Жертвам Голодомору
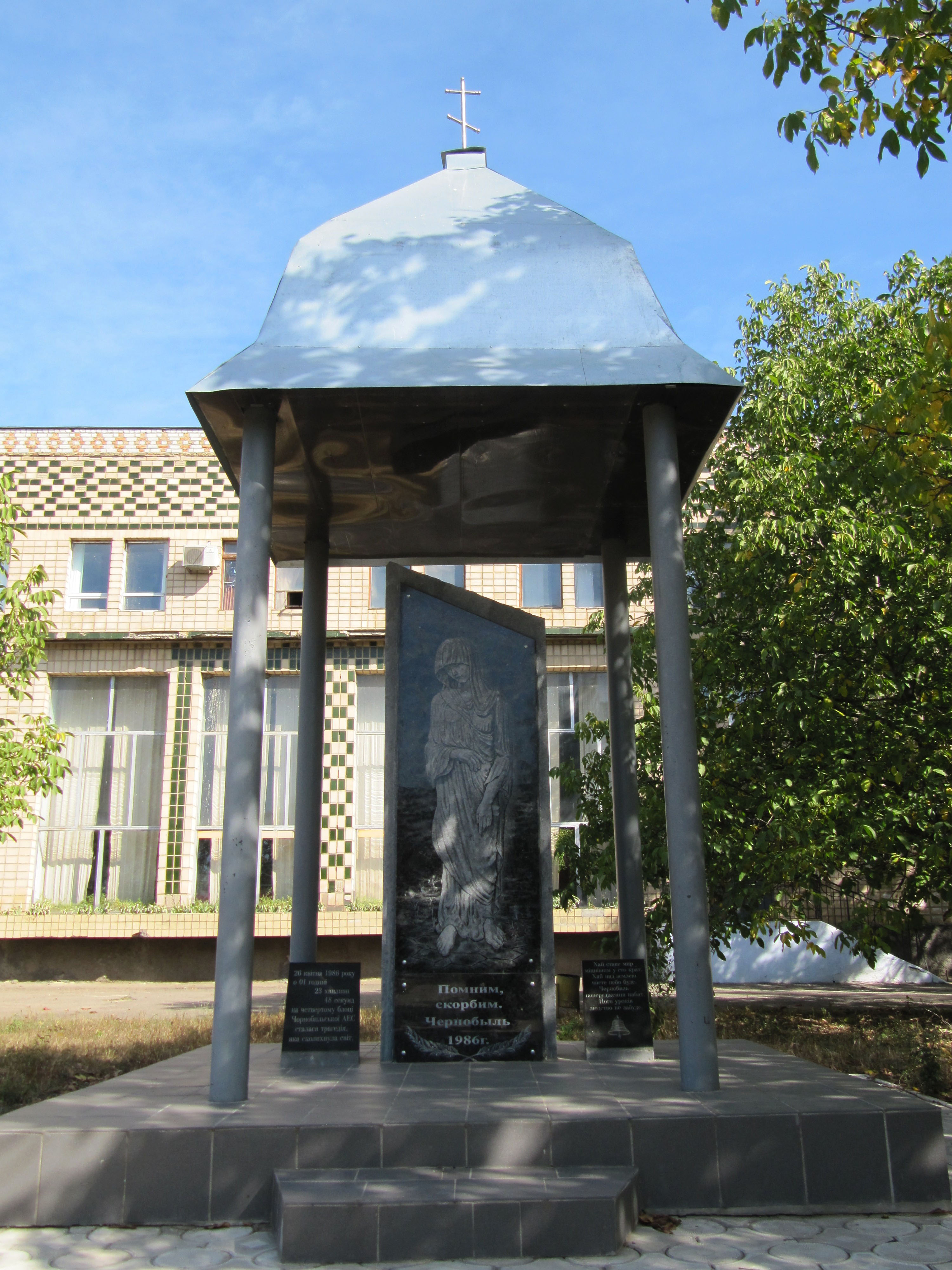
Пам'ятний знак жертвам та ліквідаторам аварії на ЧАЕС
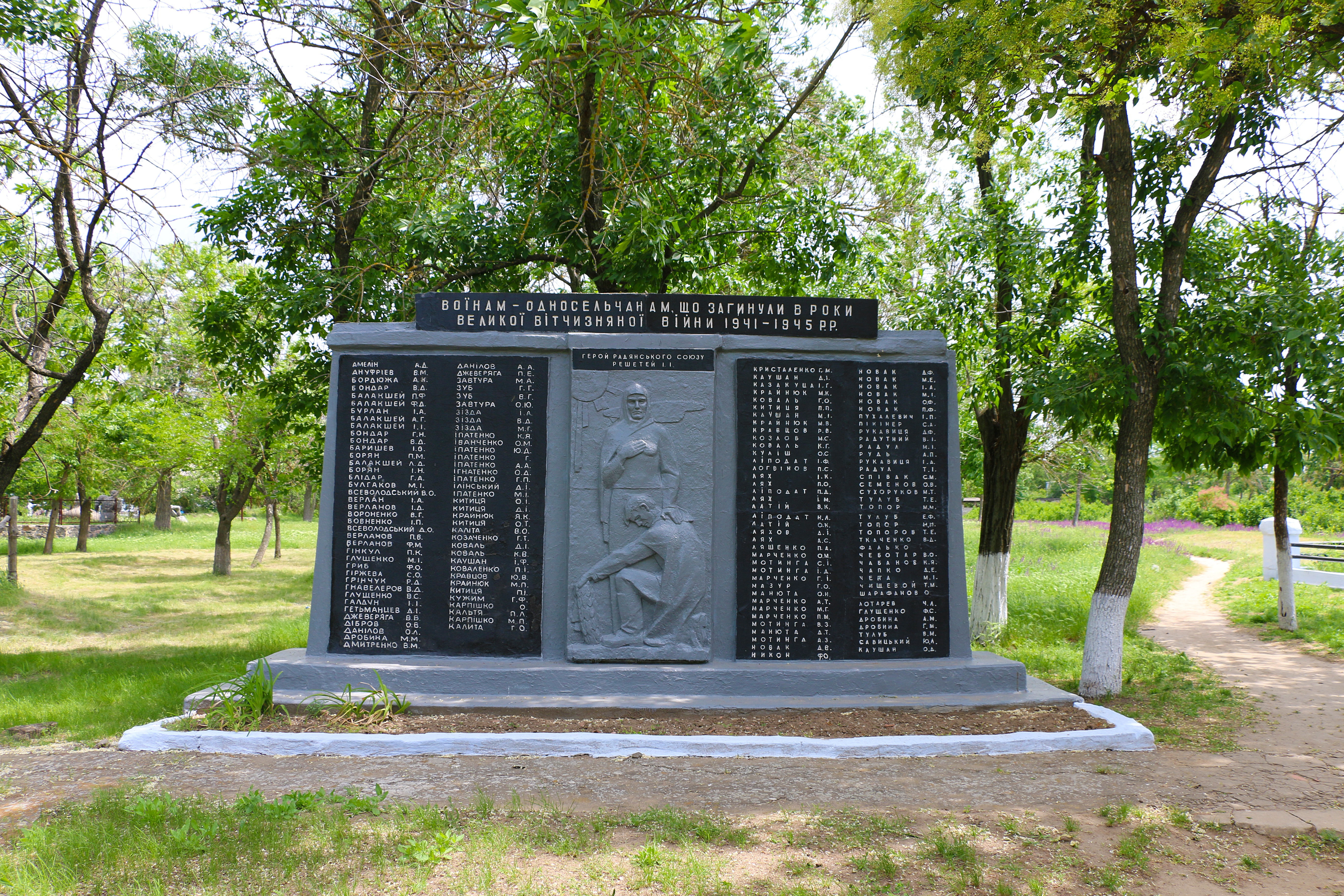
Пам'ятний знак загиблим у часи Другої світової війни
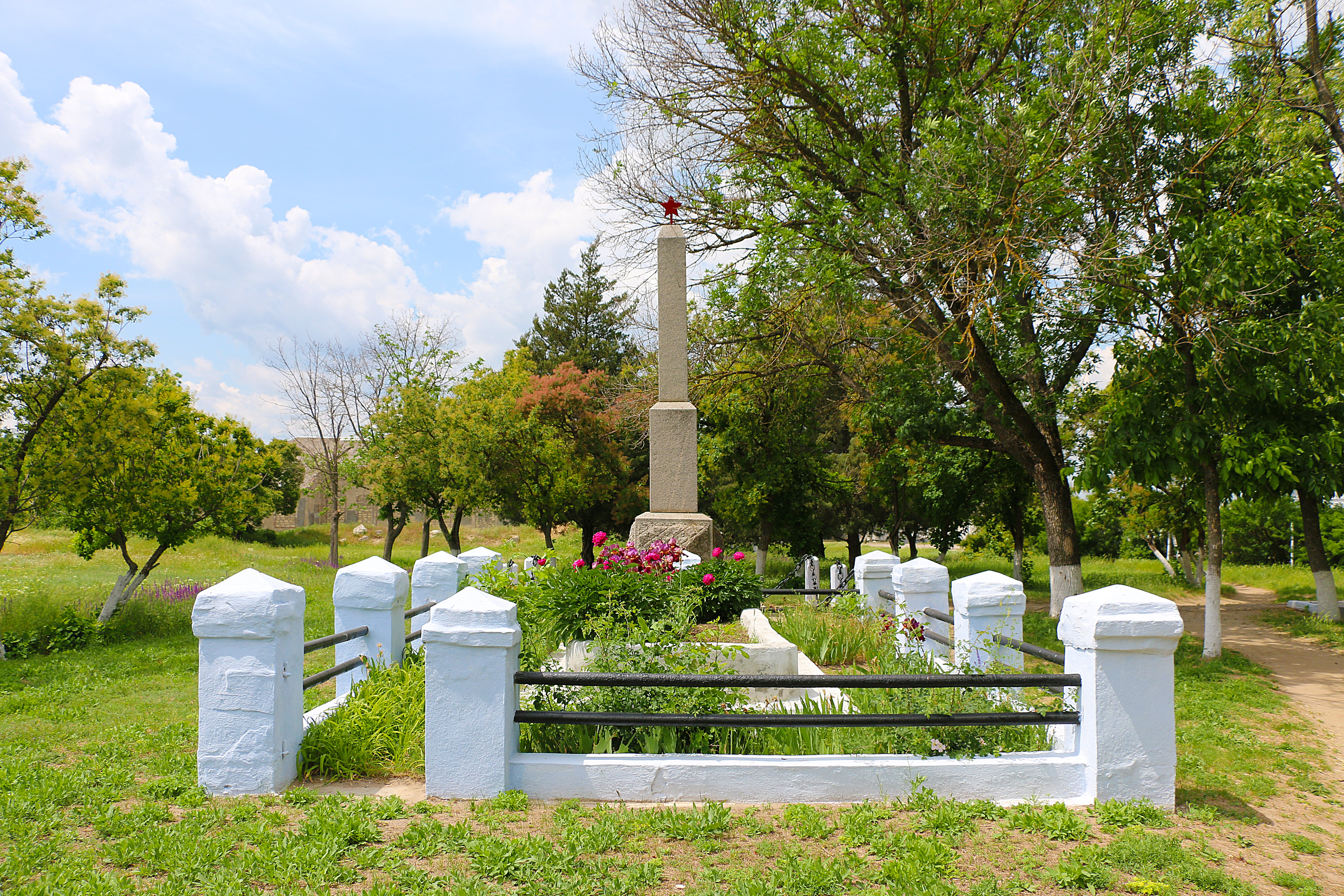
Братська могила радянських воїнів
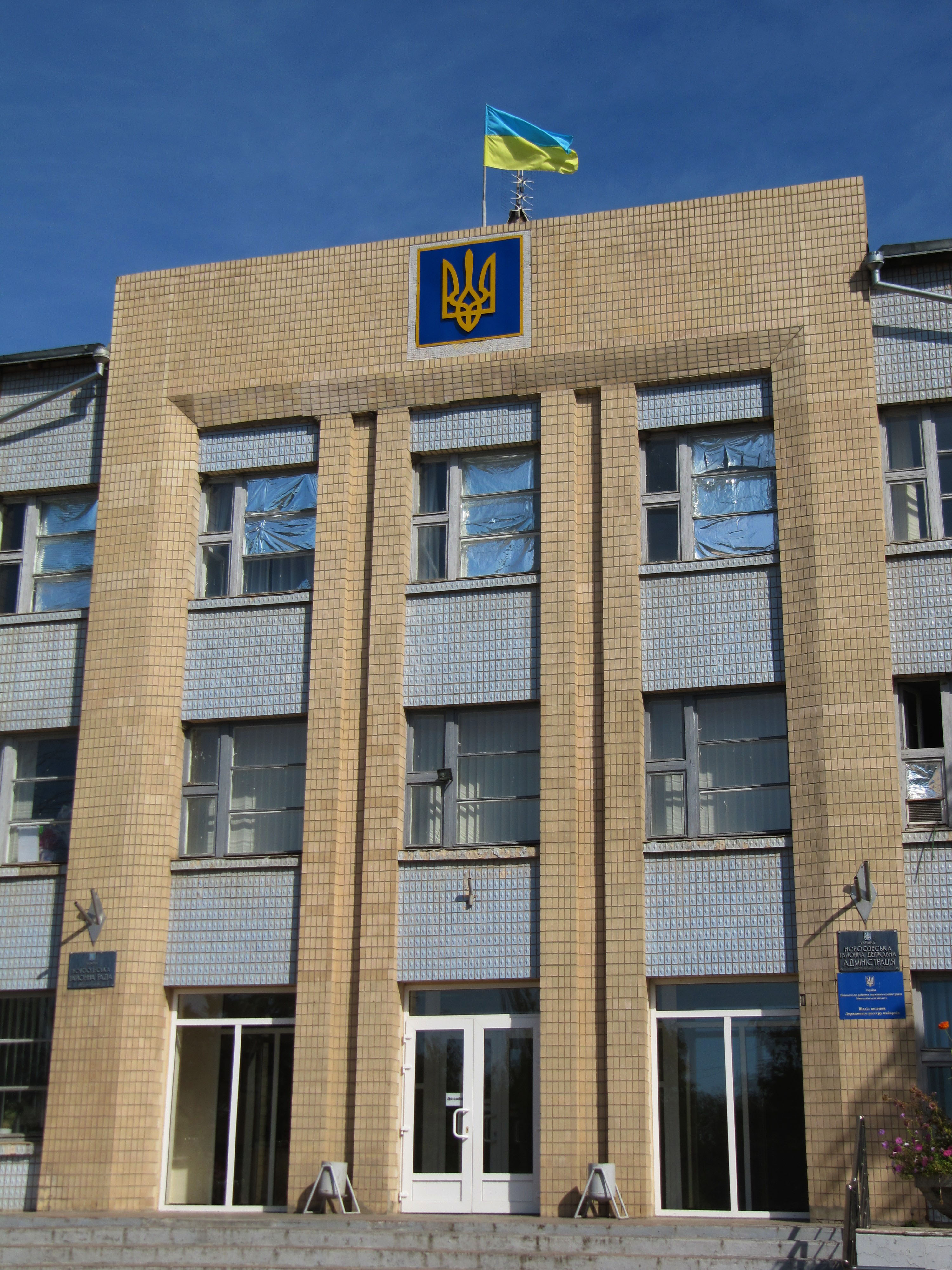
Міська рада Нової Одеси (з 2021 року)